# Bullet in the Head (chanson)
Pour les articles homonymes, voir Bullet in the Head.
 (avril 2008).
Si vous disposez d'ouvrages ou d'articles de référence ou si vous connaissez des sites web de qualité traitant du thème abordé ici, merci de compléter l'article en donnant les références utiles à sa vérifiabilité et en les liant à la section « Notes et références ».
Singles de Rage Against the Machine
Killing in the Name Bombtrack
Bullet in the Head est un single du premier album éponyme du groupe de rap metal Rage Against the Machine.

## Thème et musique
Bullet in the Head dénonce le système capitaliste américain. Le groupe prévient la population de ne pas croire le gouvernement américain sinon la mort l'attend (« Ya standin' in line, believin' the lies, ya bowin' down to the flag, ya gotta bullet in ya head ») (« Bullet in the Head » signifiant « une balle dans la tête »).
Ce morceau donne la possibilité au bassiste Tim Commerford de s'illustrer, notamment au début du morceau mais aussi vers le milieu de la chanson en exécutant un solo de basse. La chanson connaît un crescendo où, alors que Commerford et le batteur Brad Wilk sont un court instant seuls à jouer, le chanteur Zack de la Rocha commence à réciter les dernières lignes, puis répète « A bullet in ya head » de plus en plus intensément, étant rejoint à cette occasion par la guitare de Tom Morello, avant que la musique « n'explose » : de la Rocha se met à hurler et le rythme s'accélère, avant la conclusion de la chanson.